# Swedish International Stockholm 2013
Die Swedish International Stockholm 2013 im Badminton fanden vom 17. bis zum 20. Januar 2013 in Stockholm statt.

## Austragungsort
- Eriksdalshallen, Ringvägen 70

## Sieger und Platzierte
| Disziplin    | Gold                            | Silber                           | Bronze                              |
| ------------ | ------------------------------- | -------------------------------- | ----------------------------------- |
| Herreneinzel | Kento Momota                    | Eric Pang                        | Christian Lind Thomsen              |
| Herreneinzel | Kento Momota                    | Eric Pang                        | Emil Holst                          |
| Dameneinzel  | Carolina Marín                  | Nicole Schaller                  | Patty Stolzenbach                   |
| Dameneinzel  | Carolina Marín                  | Nicole Schaller                  | Stefani Stoeva                      |
| Herrendoppel | Jacco Arends Jelle Maas         | Ruud Bosch Koen Ridder           | Anders Skaarup Rasmussen Kim Astrup |
| Herrendoppel | Jacco Arends Jelle Maas         | Ruud Bosch Koen Ridder           | Łukasz Moreń Wojciech Szkudlarczyk  |
| Damendoppel  | Selena Piek Iris Tabeling       | Emelie Lennartsson Emma Wengberg | Ng Hui Ern Ng Hui Lin               |
| Damendoppel  | Selena Piek Iris Tabeling       | Emelie Lennartsson Emma Wengberg | Koharu Yonemoto Yuriko Miki         |
| Mixed        | Peter Käsbauer Isabel Herttrich | Jelle Maas Iris Tabeling         | Dave Khodabux Selena Piek           |
| Mixed        | Peter Käsbauer Isabel Herttrich | Jelle Maas Iris Tabeling         | Ronan Labar Laura Choinet           |